# Marcin Urynowicz
Marcin Urynowicz (ur. 16 marca 1996 w Zabrzu) – polski piłkarz występujący na pozycji pomocnika.
Jest wychowankiem Gwarka Zabrze. W Ekstraklasie zadebiutował 17 lipca 2015 w zremisowanym meczu z Wisłą Kraków 1:1. Grał w nim przez ostatnie doliczone 3 minuty gry, wchodząc za Romana Gergela.